# Ṭahāra
La ṭahāra (in arabo ﻃﻬﺎﺭة‎?, letteralmente 'purità rituale') è lo stato di purità del corpo che – assieme a quello del proprio pensiero, nonché al preciso intento della sua indispensabilità per l'adempimento di un precetto legale islamico – si raggiunge con particolari lavacri: wuḍūʾ (abluzione parziale, in arabo وضوء) o ghusl (lavanda completa, in arabo ﻏﺴﻞ), per rimuovere uno  dato stato di impurità.

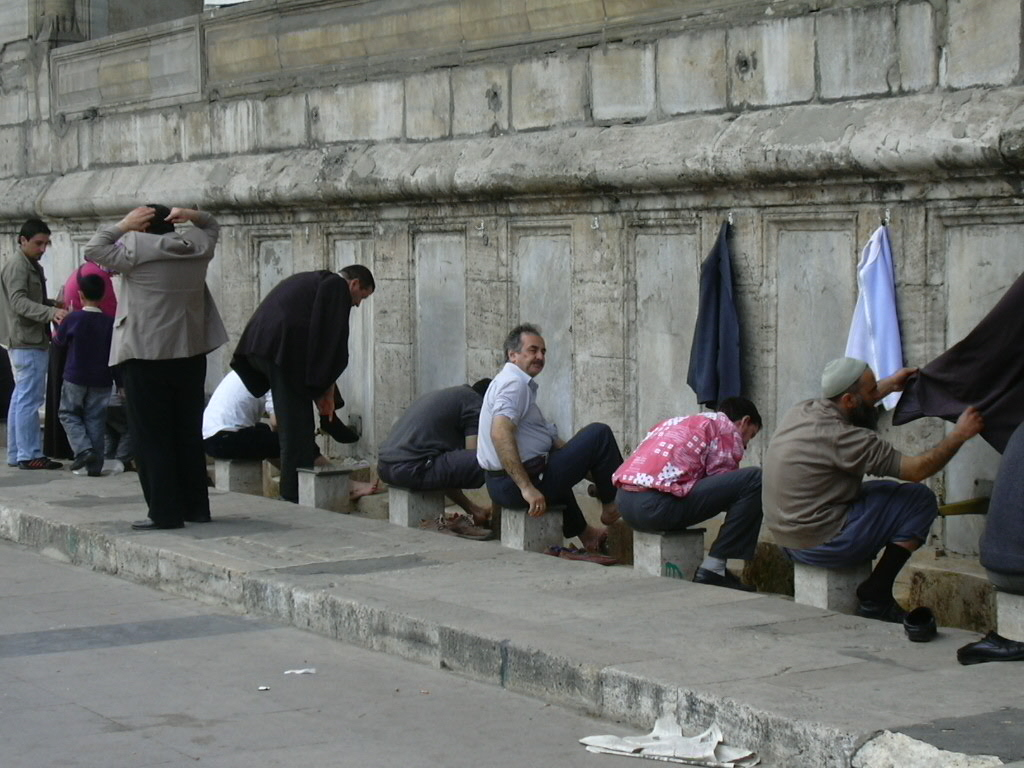
L'abluzione prima della preghiera canonica islamica

Stando alla legge coranica, l'impurità da eliminare (hadath) è di due tipologie distinte: l'impurità minore (hadath asghar, in Arabo "الحَدَثُ الأَصْغَر") e quella maggiore (hadath akbar, in Arabo "الحَدَثُ الأَكْبَر") e se per il primo caso basterà il wuḍūʾ - che comporta lo strofinarsi con acqua pulita la testa in tutte le sue aperture (che si può pensare abbiano permesso l'ingresso del peccato): bocca, naso, orecchie e occhi, cui s'aggiungerà anche la nuca e con il lavaggio delle braccia fino al gomito e dei piedi fino alle caviglie - in caso d'impurità "maggiore" si dovrà ricorrere invece al ghusl, un lavacro totale del corpo, anche delle parti non toccate dal wuḍūʾ.
In mancanza d'acqua si potrà supplire con sabbia pulita (come la latina lustratio pulveralis), polvere secca o altri materiali inerti, purché non sudici, come la polvere derivante dall'intonacatura d'una casa, metodo detto tayammum .